# Estero Llico
El estero Llico es un curso natural de agua de corto caudal y longitud chileno, que nace entre las ciudades de Arauco y Lebu, provincia de Arauco y que fluye con dirección general norte hasta su desembocadura en el océano Pacífico.
No debe ser confundido con el río Llico que fluye en la Región de Los Lagos y tampoco con el estero Llico, emisario del lago Vichuquén.

## Caudal y régimen
Todas las cuencas incluidas entre las cuencas costeras Carampangue-Lebu presentan un régimen pluvial. : 87 
No existe en la cuenca una estación fluviométrica.: 74 

## Historia
Luis Risopatrón lo describe brevemente en su Diccionario Jeográfico de Chile de 1924:: 492 
Llico (Arroyo de) 37° 12' 73° 35'. Es de corto curso i caudal, corre hácia el NE i se vácia en la bahía del mismo nombre, de la parte SW de la bahía de Arauco. 156; i riachuelo en 62, I, p. 126; i Luco error litográfico en 61, XX, p. 472 mapa.